# Yolanda Mazkiaran
Yolanda Mazkiaran Zelaia (Alsasua, 21 de septiembre de 1963) es una documentalista española.

## Biografía
Yolanda Mazkiaran se diplomó en Magisterio y licenció en Filología Inglesa en la Universidad del País Vasco. También realizó su doctorado en la universidad vasca en Vitoria con la tesis La estructura narrativa del cine rupturista. Posteriormente se trasladó a Londres donde estudió dirección cinematográfica en Beaconsfield Film School y en la BBC. Allí realizó su primer cortometraje, Homeless in London, una obra sobre los sinhogar de la capital inglesa a principios de los años noventa.
A su regreso de Londres, realizó un máster en Vitoria organizado por la Universidad del País Vasco y el Centro de Nuevas Tecnologías (CINT) de la capital vasca. Ha impartido cursos de vídeo y fotografía en diversas localidades de Navarra y de euskera en el Centro Vasco IKA de Vitoria y en el AEK de Alsasua.
Desde 1997 es profesora de inglés en diversos Institutos, Escuelas Oficiales de Idiomas y Escuelas Profesionales del Gobierno Vasco y Navarra.
En 2020 estrenó Anderea, un largometraje documental sobre Mari la mitología vasca, completamente autogestionada.

## Filmografía
- Anderea. 72. Documental (2020)[5]
- Sendabelarrak, Uda BerriON, Mari, Ama Gurea, Heldu dire sorginak, Kateak, Suaren dantza. (2015-2020)
- Emakume izena. Documental (2008)
- La Llorona. Largometraje. Productora (2004)
- Hyde&Jekyll. Largometraje. Productora (2000).[6][7]
- San Ferminak 98. Documental
- Zoroak.
- Londresko Eskaleak. (1995)
- Alsasua 1936. (1993)
- Crisis. Largometraje.Dirección (1993)
- Intsumisioa Sakanan. Documental (1993)
- Bass O-Matic, Texas, Omar, Jesus and Mary Chain.(1992)
- Thirst. Largometraje. (1992)
- The Artist. Largometraje. (1992)
- Kleptophilia.Largometraje. (1991)
- Wistle. Largometraje. (1991)

## Premios
- La llorona. Premiado en el Festival de Cine de Fasano (2004).
- Cortometraje de Hyde & Jekyll. Premiado en los festivales de cine de Irún y Valencia.
- Documental Zoroak. Premio al Mejor Director Navarro en el 97,º Festival de Vídeo de Navarra y Mejor Documental en el "99.º Festival de Vídeo de Ibiza ".
- Londresko Eskaleak. Mejor Dirección de Navarra, premiado en el 96.º Festival de Vídeo de Navarra.
- El cortometraje La Espera. Primer premio. 94.° Festival de Vídeo de Ciudad Real.